# Valdoule
Valdoule – gmina we Francji, w regionie Prowansja-Alpy-Lazurowe Wybrzeże, w departamencie Alpy Wysokie. W 2014 roku liczba ludności wynosiła 206 mieszkańców. 
Gmina została utworzona 1 lipca 2017 roku z połączenia trzech ówczesnych gmin: Bruis, Montmorin oraz Sainte-Marie. Siedzibą gminy została miejscowość Bruis.